# エロイ・ロハス
エロイ・ロハス（Eloy Rojas、1967年3月25日 - ）は、ベネズエラの男性プロボクサー。カラカス出身。元WBA世界フェザー級王者。帝拳プロモーションマネージメント契約選手でもあった。

## 来歴
1986年12月12日、プロデビュー（4回判定勝ち）。
1988年8月27日、10戦目でベネズエラフェザー級王座獲得。
1989年7月7日、13戦目でWBAラテンアメリカフェザー級王座獲得。
1990年、東京の帝拳プロモーションとマネージメント契約を締結し、日本のリングに3度登場。
1991年9月14日、23戦目で世界初挑戦。敵地でWBA世界フェザー級王者朴永均（韓国）に挑むが、12回判定負けで王座獲得ならず。
1993年5月7日、WBAラテンアメリカフェザー級王座再獲得。8月7日には初防衛に成功。
1993年12月4日、世界再挑戦。再び韓国に渡り、朴と再戦。12回判定勝ちを収め、29戦目で念願の世界王者に輝いた。翌1994年3月19日の初防衛戦では神戸で浅川誠二と対戦し、5回TKO勝ち。1995年5月27日の4度目の防衛戦では前王者・朴を12回判定で返り討ち。続く8月13日の5度目の防衛戦では福岡で平仲信敏と対戦し、ダウンを奪われながらも12回判定勝ちを収め、その後、6度目の防衛にも成功。
1996年5月18日、7度目の防衛戦で元世界2階級王者ウィルフレド・バスケス（プエルトリコ）と対戦し、11回TKO負け（自身初のKO負け）。王座から陥落した。この試合以降、3年間リングから遠ざかる。
復帰後は2004年3月19日にWBCカリビアンスーパーライト級王座を獲得したものの、その後はWBA中米ライト級ならびにNABF北米スーパーライト級王座に挑戦しいずれも失敗。2005年に引退した。

## 獲得タイトル
- WBA世界フェザー級王座（防衛6度）